# 장연초등학교 장풍분교
장연초등학교 장풍분교는 대한민국 충청북도 괴산군 장연면 장암매전길 22 (장암리)에 있었던 공립 초등학교이다.

## 연혁
- 1938년 3월 24일 연광서당 설립
- 1944년 3월 8일 장연공립국민학교 장풍분교장 인가
- 1946년 9월 17일 장풍국민학교 승격(설립인가 9월 1일)
- 1985년 3월 12일 병설유치원 개원
- 1996년 3월 1일 장풍초등학교로 개칭
- 1998년 3월 1일 장연초등학교로 편입
- 1999년 3월 1일 폐교